# 마지리

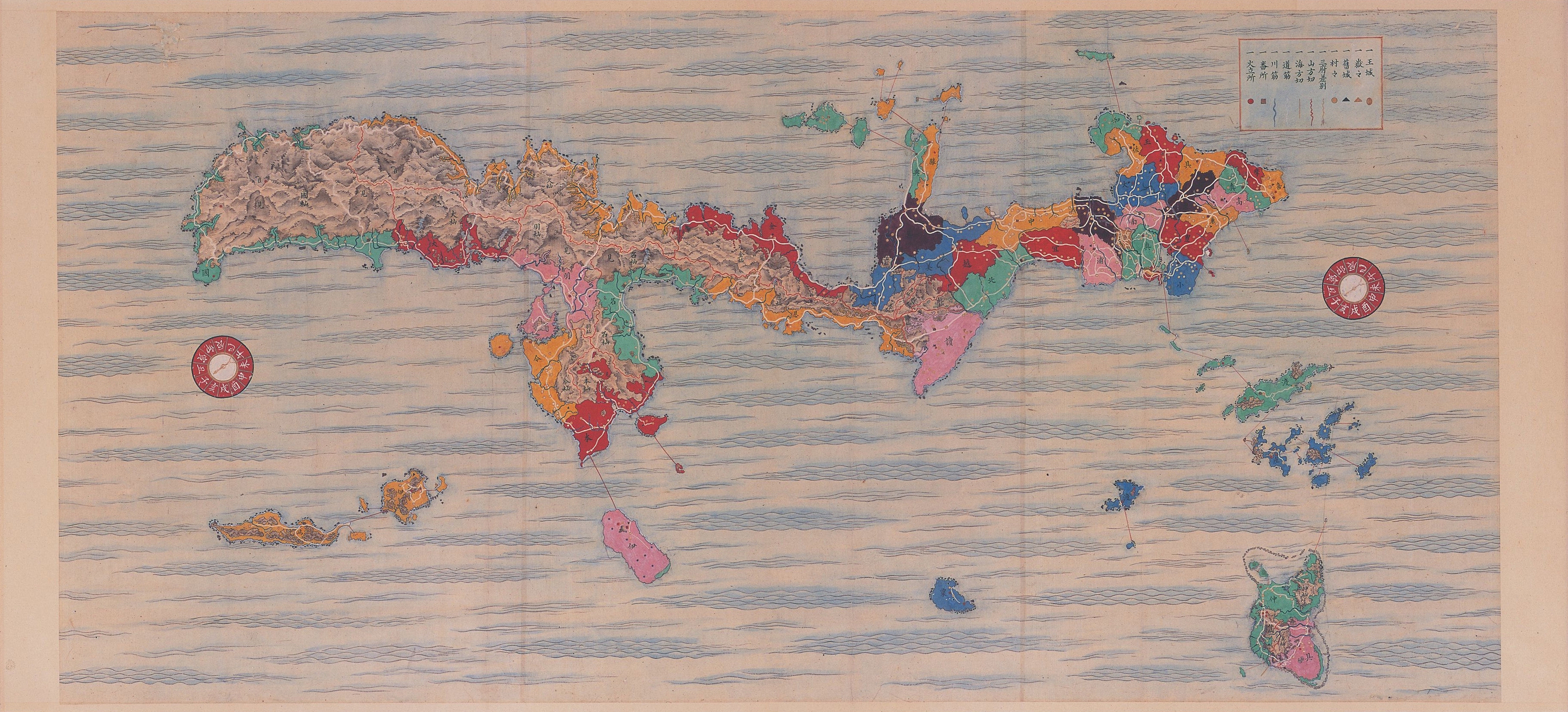
오키나와현립도서관에 소장된 류큐국 회도. 중요문화재 지정.

마지리(マジリ)는 류큐왕국 시대 오키나와 및 아마미 군도의 행정구역 구분이다. 한자로는 간절(間切)이라고 쓴다. 행정구역이자 그 자체로 직접납세의무를 가지는 일종의 법인격이기도 했다.
삼산시대의 지세도는 발견되지 않았기 때문에, 16세기 이전의 류큐의 행정구역 구분은 고고학적 고찰에 근거하고 있다. 제2쇼씨 왕조 3대 왕인 쇼신왕 때 중앙집권이 강화되면서 왕도인 슈리와 나하를 제외한 지방에 마지리와 시마(シマ)의 제도가 성립되었다. “시마”는 중세 구스쿠 시대에 성립된 공동체를 하나 또는 복수로 묶어 행정단위로 삼은 것으로, 근세에 무라(村)가 되었다.
17세기에 류큐를 침공해 예속시킨 사츠마번은 류큐로부터 공납을 뜯기 위해 류큐에도 일본의 석고제를 도입시켰다. 이에 따라 검지가 이루어지고 토지대장과 향촌 일람, 지도가 정비되었다. 이로써 고지명의 지정적 위치가 처음으로 명료해졌다. 근세의 마지리에는 마지리를 영(領)하는 안사지두(按司地頭)와 총지두(総地頭)가 있었는데, 이들을 총칭하여 양총지두(両総地頭)라고 했다. 인사지두와 총지두는 동일한 마지리에 중복발령되었다. 또한 이와 별도로 무라를 영하는 협지두(脇地頭)가 있었다. 협지두의 영지와 양총지두의 영지는 무라로서 중복되어 영지병급(領地併給)으로 되었다.
1879년(메이지 12년) 류큐처분으로 오키나와현이 설치된 이후에도 슈리와 나하를 제외한 지방에서는 지방자치제도로서 마지리가 잔존하다가, 1907년(메이지 40년) 칙령 제46호로 오키나와현 및 도서정촌제가 발령되면서 이듬해인 1908년 마지리 제도는 폐지되었다. 이 때 기존의 마지리가 촌(손)이 되고, 무라는 아자(字)가 되었다.